# Sandra Mann

Sandra Mann (2009)

Sandra Mann (* 27. Oktober 1970 in Groß-Gerau) ist eine deutsche Künstlerin und Fotografin. In ihrem genreübergreifenden Werk befasst sie sich konzeptuell mit der Beziehung der Menschen zueinander, zur Natur, zur Umwelt, Tierwelt oder zur Genderthematik. Ihre Arbeit ist durch die Erforschung der Grundlagen der Fotografie und Bildsprache geprägt. 2021 wurde sie mit der Goetheplakette der Stadt Frankfurt am Main ausgezeichnet.

## Leben
Sandra Mann studierte Kunstgeschichte an der Universität Frankfurt und Visuelle Kommunikation bei Heiner Blum, Rudolf Bonvie und Lewis Baltz an der Hochschule für Gestaltung Offenbach am Main. Noch während des Studiums erwarb Jean-Christophe Ammann für das Museum für Moderne Kunst in Frankfurt mehrere ihrer Arbeiten und stellte diese aus. Durch Nebenjobs in Bars und Clubs finanzierte sie ihr Studium. In dieser Zeit inszenierte sie Menschen aus dem Nachtleben, wie z. B. Türsteher, Barfrauen oder DJs, im Stil der Heiligendarstellung. Erste Aufträge von Musik- und Lifestyle-Magazinen folgten, ebenso wie Fotoaufträge für namhafte Firmen (z. B. Atelier Markgraf, Daimler Chrysler/Lab01, Expo 2000). Es entstanden Plattencover, Porträts, Modeaufnahmen und Fotoraumgestaltungen.
Bekannt wurde Mann hierbei mit ihren Fotoimpressionen aus der Glamour- und Partywelt der Metropolen Paris, Mailand und New York.
Obwohl sie ihre Fotografien als Einzelwerke versteht, arrangiert sie diese in Ausstellungen oft zu Diashows und Wandinstallationen. Dadurch entstehen visuelle Assoziationsketten, welche die Bilder in Sinnzusammenhänge stellen, die das Denken der Künstlerin für den Betrachter präzisieren.

## Werk
Mann bedient sich einer großen Bandbreite künstlerischer Ausdrucksformen. Ihr Schaffensschwerpunkt liegt dabei vor allem im Bereich der Fotografie. Sie forscht und arbeitet in verschiedenen Medienbereichen wie z. B. Rauminstallationen, Skulpturen, Videos, Multimediainstallationen, künstlerischen Interventionen und Design.

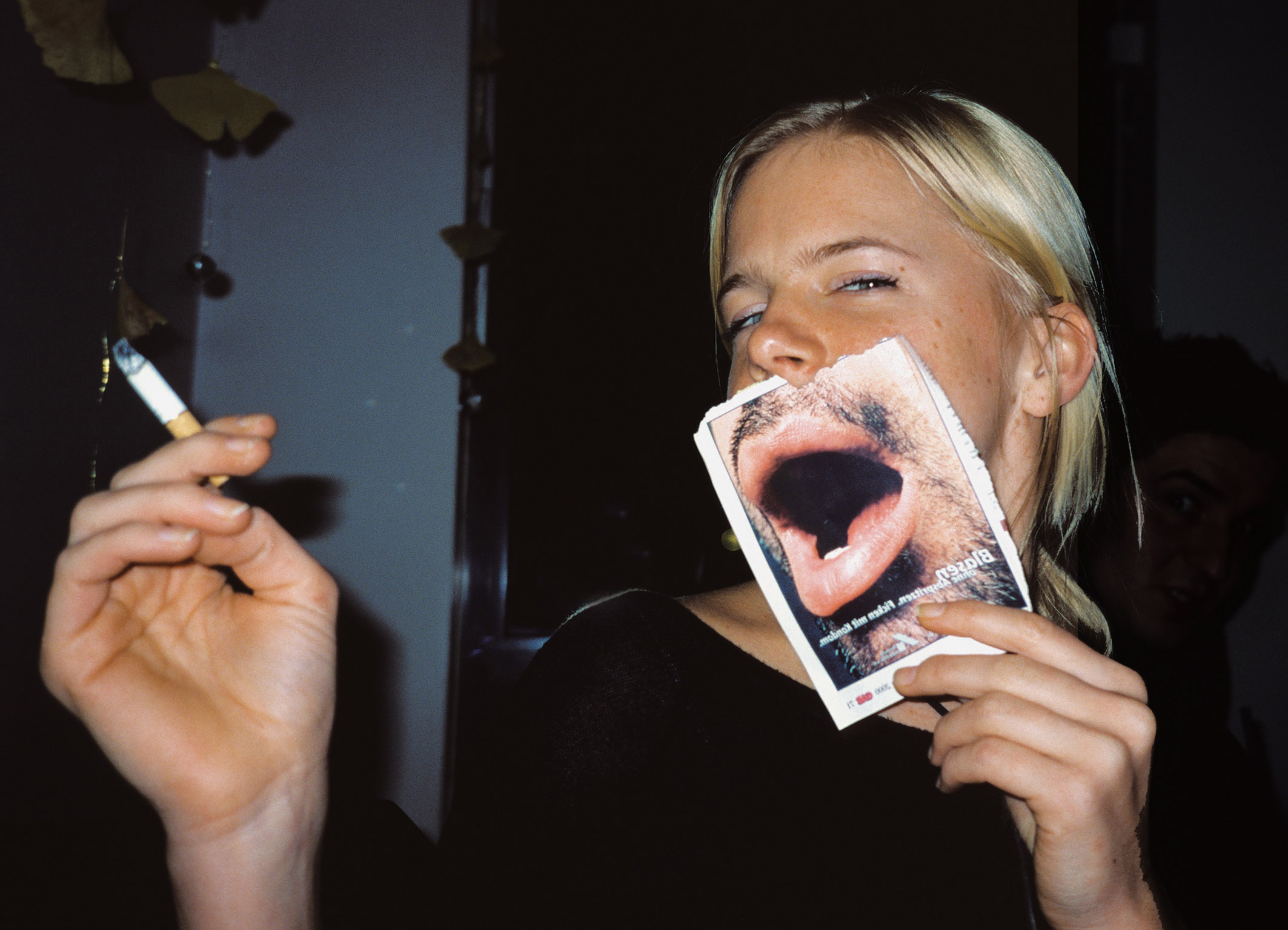
Sandra mit Bart, Gender-Photographie 2000

Ein sich wiederholendes Element ihrer Arbeiten stellt das Beschäftigen mit Grenzen und deren Aufhebung dar. Die Durchmischung verschiedener Medienbereiche als Ausdrucksmittel ist Bestandteil ihrer inhaltlichen Auseinandersetzung damit.
Eine ihrer ersten Videoarbeiten, das Musikvideo Biomechanik entstand für Anthony Rother. Sie fotografierte mit einer Nikon F3, seriell mit einem Motor. Anstatt zu filmen, ließ sie die Dias scannen und animieren, und erhielt durch diese Vorgehensweise ein Video in 35-mm-Qualität. 2001 verwandelte sie einen leerstehenden Geschäftsraum in eine Schnakengedenkstätte. Sie präsentierte stellvertretend für ein fiktives Bestattungsunternehmens die Mücken in kleinen Särgen, begleitet von reichhaltigem Buffet, Trauermusik und Kondolenzbuch, und gedachte damit in buddhistischer Art und Weise einem winzigen Insekt, das mehr als Plagegeist, denn als gedenkwürdiges Tier bekannt ist. Ihren internationalen Durchbruch erzielte Sandra Mann im Jahr 2005 mit einer zweiten Version ihrer Arbeit Expedit. 

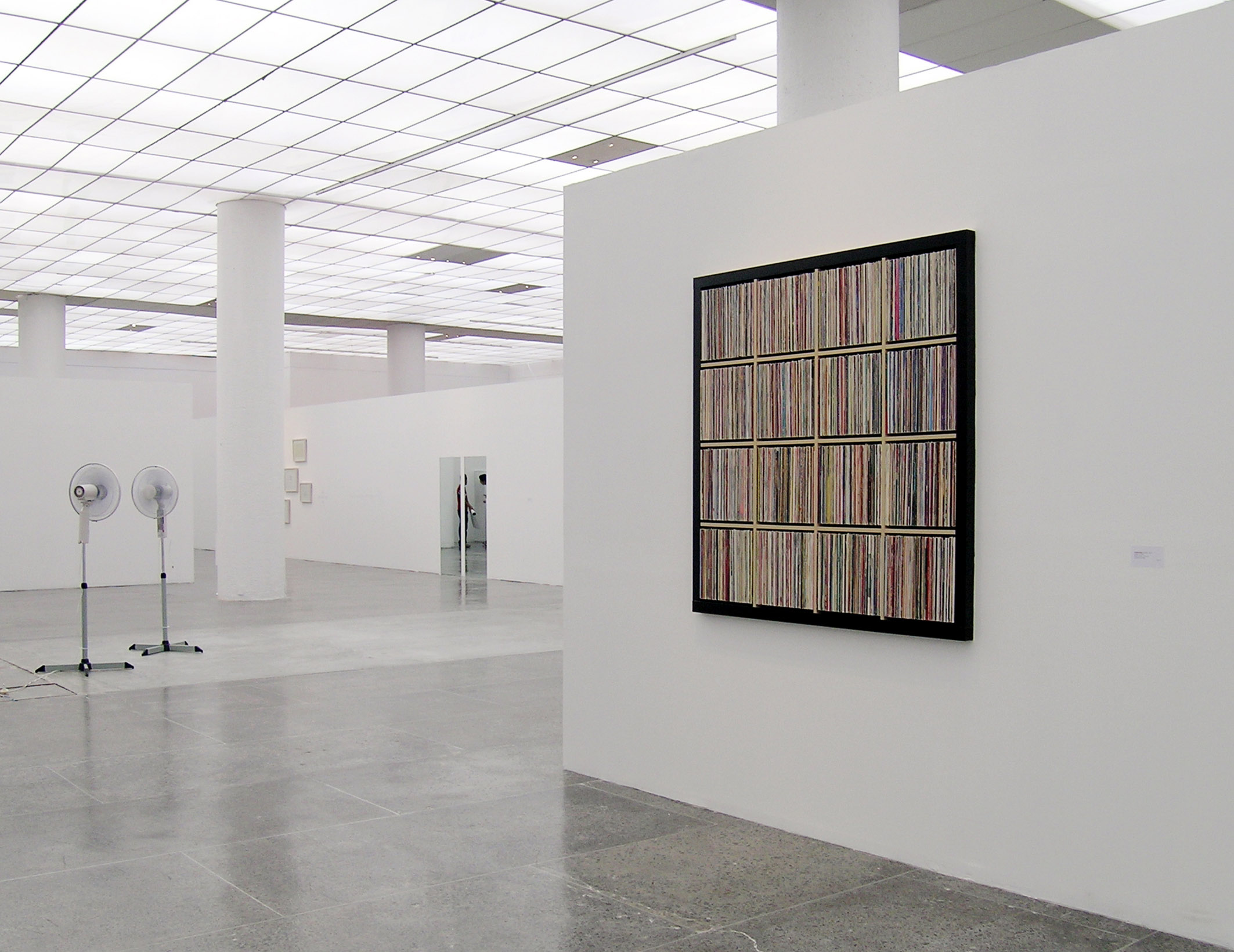
Expedit II, Museo Universitario de Ciencias y Arte, Mexico City, Mexico, 2005

 In der Ausstellung Morir de Amor im Museo Universitario de Ciencias y Arte in Mexiko-Stadt (MUCA) stellte sie u. a. mit Marina Abramović, Tracey Emin, Nikki S. Lee, Bas Jan Ader, Sophie Calle, Douglas Gordon, Félix González-Torres und Dominique Gonzalez-Foerster aus. Aus der Ferne scheint es sich bei Expedit auf den ersten Blick um eine Art abstraktes Gemälde mit Rahmen zu handeln. Bei näherer Betrachtung erkennt man, dass es sich um eine Installation in Form eines ordinären Ikea-Regals handelt, das die Künstlerin in eine Wand einbauen ließ und mit Schallplatten füllte. Das Regal und die Plattencoverrücken schauen nur 5 cm heraus, daher rührt der anfängliche Gemäldecharakter. Tritt man an das Werk heran, kann man lesen, dass es sich bei den Songs und Alben um Liebeslieder handelt, die das Wort Love beinhalten. Damit schaffte sie es, eines der größten Gefühle der Menschheit zu visualisieren, zu komprimieren und zu archivieren.
Das Video „Balla Balla“ von 2005, zeigt auf den ersten Blick, eine Gruppe im Tschador verhüllter Frauen, die vor einem brachliegenden Industriegelände Fußball spielen. Der Betrachter wird durch die Bilder in die Irre geführt: Tatsächlich spielen die Frauen nicht im Nahen Osten, sondern in Frankfurt am Main, auf dem Gelände der leer stehenden Großmarkthalle. 2002 wurde das Gelände der Großmarkthalle von der Europäischen Zentralbank gekauft. Im Dritten Reich wurde sie als Deportierbahnhof jüdischer Kinder, Frauen und Männer genutzt. Bei den vermeintlichen Musliminnen handelt sich tatsächlich um eine deutsche Frauen-Fußballmannschaft diverser Religionszugehörigkeit, die souverän mit den Unannehmlichkeiten der übergestülpten Kultur umgeht. Dies wird durch die professionelle Spielweise ersichtlich. Das Video ist musikalisch mit dem Techno-Stück „Apricot“ von Sven Väth unterlegt, wodurch die Irritation des Betrachters – irgendetwas stimme hier nicht – verstärkt wird.
Im Herbst 2008 widmete ihr die Vehbi Koç Foundation unter Kuration des Künstlers Ekrem Yalcindag in der Ausstellungshalle Operation Room des American Hospitals in Istanbul eine Ausstellung. Seit 2012 widmet sich Mann mit ihrer Serie Waldlife den Themen Diversität, Klimawandel und Naturschutz.
Mann lebt in Frankfurt am Main, leitete die Fotoklasse an der AVA Academy of Visual Arts / Frankfurter Akademie für Kommunikation und Design und unterrichtet seit 2011 Fotografie & Bildsprache an der European School of Design.
Ihre Werke sind unter anderem im Museum für Moderne Kunst, in der Kunsthalle Mannheim, dem Tiroler Landesmuseum, im MUCA in Mexiko-Stadt, der Vehbi Koc Foundation im American Hospital in Istanbul und der Art Collection der Deutsche Börse Photography Foundation vertreten.
Sandra Mann ist Mitglied im Deutschen Künstlerbund. Sie war 2016/17 Kunstbotschafterin für die Stiftung Palmengarten und Botanischer Garten und ist seit 2017 Kunstbotschafterin für die Keep The World Foundation.

## Zitate
- „Sie hat den Blick eines Gerichtsmediziners.“ (Gebhard von Jagow, Präsident des Medizinischen Fakultätentages)[21][22]
- „Eine Fotoreporterin ist Sandra Mann nicht, auch keine Szenefotografin. Sie gehört eher in die Tradition eines Larry Clark oder einer Nan Goldin.“ (Jean-Christophe Ammann)[23][24][25]
- „Sandra Mann – El Animal Politico/The Political Animal“ (Julio Sapollnik, Critico de arte, Argentina Arte AlLimite Magazine)[26]
- „Die Frankfurter Künstlerin und Fotografin Sandra Mann erforscht mit Fotos, Installationen und Skulpturen soziale Vielfalt und unsere Sehnsucht nach Natur.“ (Markus Wölfelschneider, Schirn Mag)[27]

## Ausstellungen und Projekte (Auswahl)
- 1999 Kommunikation in der Kunst, Kunstverein Heidelberg
- 1999 Spur 015, Kunstverein Marburg
- 2000 See-Touch-Listen, Fotografien im Daimler-Chrysler-Pavillon, LAB 01, Expo Hannover
- 2001 freie Wahlen Junge Kunst, Staatliche Kunsthalle, Baden-Baden
- 2001 Expedit und Exodus, Szenenwechsel XX, Museum für Moderne Kunst Frankfurt am Main
- 2002 Release, Leuchtspur, Hauptzollamt Frankfurt am Main
- 2003 natürlich-körperlich-sinnlich, Kunsthalle Mannheim
- 2004 Emporter des femmes à Paris, Goethe-Institut, Athen
- 2004 Nightlife, Artisti per Alcamo, Castello dei Conti di Modica, Goetheinstitut Palermo
- 2005 Morir de Amor, MUCA, Museo Universitario de Ciencias y Arte, Mexiko-Stadt
- 2005 Stadtluft, Landesausstellung, Tiroler Landesmuseum Ferdinandeum, Hall
- 2005 Balla Balla, Der neue Orient (Lido), Kunsthalle Düsseldorf
- 2005 Video/ökonomie – Vertriebe im Weltformat, ZKM, Karlsruhe
- 2006 Marie Therese, New Talents Förderkoje, Art Cologne, Galerie Stefan Röpke
- 2006 Fullhouse, Kunsthalle Mannheim
- 2007 P., T., A. & Landscapes, Photofestival Milan, Galleria San Carlo New Contemporary, Mailand
- 2007 Gestalte/Create-Design Medien Kunst, MAK, Museum für Angewandte Kunst, Frankfurt am Main
- 2008 IMAGINe/g of thinking, HIAP, Kaapelitehdas, Helsinki
- 2008 Elk Test, Kaapelin Galleria, Helsinki
- 2008 Daylife, Operation Room, Vehbi Koc Foundation, American Hospital, Istanbul
- 2010 Darmstädter Tage der Fotografie, Kunsthalle Darmstadt
- 2011 Alptraum, Deutscher Künstlerbund, Berlin
- 2011 No Fashion please!, Strapinski’s Schicksal, Kunsthalle Wien
- 2016 Doppelgänger, Torrance Art Museum, Torrance, USA
- 2. September 2016 bis 28. April 2017, „The Female Portrait“, Deutsche Börse Photography Foundation, The Cube, Eschborn[28]
- 2017 Sandra Mann-Büchsenlicht, Kunsthalle Gießen[29]
- 2018 Sandra Mann / Waldlife, Stadtgalerie im Badehaus, Bad Soden[30]
- 2019 Sandra Mann feat. Valentina Stanojev / Arkadischer Wandel, kjubh Kunstverein Köln[31][32]
- 2019 „The German Way of Life II“, Haus am Dom, Frankfurt am Main[33]
- 2019 „Waldlife“, Goethe-Institut Hanoi, New Space Arts Foundation, Hue, Vietnam[34][35]
- 2020 Qipo Fair 02, Mexiko-Stadt[36][37]
- 2021 Masterclass Sandra Mann, 15.10.2021-24.10.2021, B3 Biennial of the Moving Image 2021[38][39]
- 2021 Netzwerke & Kollektives Gedächtnis – Sandra Mann, KVFM, Kunstverein Familie Montez,  Frankfurt am Main, Germany[40][41]
- 2022 About Place, University of La Verne, Harris Gallery, California, USA[42][43][44]
- 2022 I thought I was an Alien, Polarraum Hamburg, Hamburg, Germany[45][46]
- 2023 Nightlife-Sandra Mann (photoinstallation) / Milestones – The 50 most important tracks of electronic music, MOMEM – Museum of Modern Electronic Music, Frankfurt am Main[47][48]
- 2023 Trüb und klar. Unser täglich Wasser (group), Freilichtmuseum Hessenpark, Neu-Anspach/Taunus, Germany[49]
- 2023 Fotokünstlerin Sandra Mann – HR Interview[50]
- 2023 UPDATE – Highlights & Neue der Städtischen Kunstsammlung, Heussenstamm. Raum für Kunst, Frankfurt am Main, Germany[51]
- 2023 Apokalypse – Sandra Mann (soloexhibition), St. Katharinenkirche, Frankfurt am Main, Germany[52][53]
- 2024 Suppose You Are Not, works from Ömer Koç Collection, curated by Selen Ansen (groupexhibition), Arter Museum, Istanbul, Türkiye[54]
- 2024 Stadt der Fotografinnen. Frankfurt 1844 – 2024 (group exhibition), Historisches Museum Frankfurt, Germany[55]

## Stipendien, Auszeichnungen und Preise
- 1998 Projektförderungsstipendium DAAD
- 1999 Stipendium Universitätsstiftung Augsburg
- 2001 Förderpreis (Jahresstipendium) Frankfurter Verein für Künstlerhilfe e. V.
- 2008 Helsinki Stipendium, Artist in Residence Programm, Kulturamt Frankfurt am Main und HIAP Helsinki
- 2019 Artist in Residency, New Space Arts Foundation, Hue, Vietnam[56]
- 2021 Goetheplakette der Stadt Frankfurt am Main[57]

## Sammlungen (Auswahl)
- Museum für Moderne Kunst Frankfurt
- Kunstverein Marburg / Artothek
- Kunsthalle Mannheim
- DZ Bank
- Museo Universitario de Ciencias y Arte (Mexiko-Stadt)
- Art Collection Deutsche Börse Photography Foundation[58]
- Ömer Koç Collection[59]
- Städtische Kunstsammlung Frankfurt[1]
- Sammlung Historisches Museum Frankfurt[2]

## Bibliographie (Auswahl)
- Ich will mein Leben extrem verändern / I want to change my life completel., Frauenreferat der Stadt Frankfurt, Nizzaverlag 2020, ISBN 978-3-940599-09-4.
- The German Way of Life II, Haus am Dom, Kann-Verlag 2019, ISBN 978-3-943619-72-0.
- The German Way of Life, Haus am Dom, Kann-Verlag 2018, ISBN 978-3-943619-58-4.
- XL PHOTOGRAPHY 5 – Art Collection Deutsche Börse AG, Hate Cantz, Ostfildern 2015, ISBN 978-3-86828-624-3.
- Die Kunst des Comic Sammelns, Alex Jakubowsky & Sandra Mann, Edition Lammerhuber, Baden b. Wien 2015, ISBN 978-3-901753-80-0.
- No fashion, please! Fotografie zwischen Gender und Lifestyle. Verlag für moderne Kunst, Nürnberg, 2011, ISBN 978-3-86984-269-1.
- mit Florian Heinke: Love kills. Betting on the Muse. Dirty Lovers Books, Mörfelden-Walldorf 2010, ISBN 978-3-00-032479-6.
- Ruhm, Ehre, Schall, Rauch, Sandra Mann Photo Class. Eichhorn, Frankfurt 2011.
- Daylife, Sandra Mann, Amerikan Hastanesi Yayinlari. Istanbul 2008, ISBN 978-975-6523-12-4.
- Bernd Kracke (Hrsg.): Gestalte - Design, Medien, Kunst. 175 Jahre HfG Offenbach: 1832, 1970, 2007. avedition, Ludwigsburg 2007, ISBN 978-3-89986-092-4 (deutsch, englisch).
- Morir de Amor. Museo Universitario de Ciencias y Arte, Mexiko-Stadt 2005, ISBN 970-32-2716-3.
- Das Hotel, die Mauer. Die Zukunft der Natur – Landesausstellung 05. tappeiner-Verlag, Lana 2005, ISBN 88-7073-367-X.
- Nightlife Sandra Mann. Kehrer Verlag, Heidelberg 2004, ISBN 3-933257-96-4.
- Andreas Bee (Hrsg.): Zehn Jahre Museum für Moderne Kunst Frankfurt am Main. Dumont Verlag, Köln 2003, ISBN 3-8321-5629-1.
- Leuchtspur, Kulturelle Sonderprojekte. Stadt Frankfurt, 2002.
- Spur 015. Marburger Kunstverein, 1999.

## Belege
1. 1 2  about. Abgerufen am 14. Februar 2021 (amerikanisches Englisch).
2. 1 2  aus „Sandra Mann Contando sin palabras“ von Leonie Schilling, Arte Global/ArteAllimite, S. 126–131, No. 37, Julio-Agosto 2009, aus dem Text übersetzt
3. ↑  Übersicht der Lehrenden, abgerufen am 18. Juni 2011 bei academy-of-visual-arts.de, PDF (Memento vom 11. November 2011 im Internet Archive)
4. ↑  germangalleries.com
5. ↑  artbooksheidelberg.de
6. ↑  aus Sandra Mann von Alexander Antonakis, Sub Culture, 03.2006.
7. ↑  aus „Transcending Transfiguration“ von Ichiro Irie, RIM, Artist Magazine Mexico City & Los Angeles, No.  6, Autumn, 2004, aus dem Text übersetzt
8. ↑  aus Nackt vorm Kirchenaltar von Claudia Buchenauer, Feuilleton, Darmstädter Echo, 16. Mai 2002.
9. ↑  „Schnakenleiche auf der Menükarte“ von Silke Hohmann und Sandra Danicke, Frankfurter Rundschau, 9. Juli 2001.
10. ↑  aus Recorridos emocionales von cmedin, Reforma, Seccion Cultura, S. 26, 11. Juni 2005, und Morir de Amor, Pamela Echeverria, MUCA, 2005, ISBN 970-32-2716-3 aus dem Text übersetzt.
11. ↑  aus Die Kunst und das Tor, Frankfurter Rundschau, Journal, 06.2006.
12. ↑  Veranstaltungen – Hanoi – Goethe-Institut Vietnam. Abgerufen am 8. Oktober 2019.
13. ↑  farbenfabrik.info (Memento vom 16. Juni 2011 im Internet Archive)
14. ↑  Stadtmagazin Frizz, März, 2011.
15. ↑  werkschau jul 19. european school of design, abgerufen am 8. Oktober 2019.
16. ↑  Sandra Mann bei der Deutsche Börse Photography Foundation. Abgerufen am 8. Oktober 2019.
17. ↑  kuenstlerbund.de: Mitglieder „M“ / Sandra Mann (abgerufen am 11. November 2015)
18. ↑  Kunstauktion beim Frühlingsball. Abgerufen am 16. Februar 2021.
19. ↑  Tanzen für die Schmetterlinge – Frankfurt hatte eine der wenigen rauschenden Ballnächte. Abgerufen am 16. Februar 2021.
20. ↑  Botschafter – Keep the world. Abgerufen am 16. Februar 2021.
21. ↑  bei der Buchpräsentation Daylife, im Museum für Moderne Kunst Frankfurt, am 3. Juni 2009, 19.00 Uhr
22. ↑  openpr.de
23. ↑  aus dem Einführungstext von Jean-Christophe Ammann, Nightlife, Kehrer Verlag Heidelberg, 2003.
24. ↑  kunstaspekte.de
25. ↑  Night Life - Die wunderbare Neugier von Sandra Mann. (Memento vom 12. Februar 2013 im Webarchiv archive.today)
26. ↑  Arte Al Límite – Edición especial N° 90. Archiviert vom Original am 13. Mai 2022; abgerufen am 8. Oktober 2019 (spanisch, englisch, Seite 130–139).
27. ↑  Sandra Mann. Abgerufen am 8. Oktober 2019 (spanisch).
28. ↑  The Female Portrait bei der Deutsche Börse Photography Foundation. Abgerufen am 17. März 2022.
29. ↑  http://www.kunsthalle-giessen.de/2017_mann.html
30. ↑  „Waldlife“-Fotoarbeiten von Sandra Mann in der. Abgerufen am 8. Oktober 2019.
31. ↑  kjubh – Ausstellungsraum – Köln. Abgerufen am 8. Oktober 2019.
32. ↑  Art Initiatives Cologne | Arkadischer Wandel. Archiviert vom Original am 8. Oktober 2019; abgerufen am 8. Oktober 2019.
33. ↑  The German Way of Life II – Städelschule. In: staedelschule.de. Abgerufen am 8. Oktober 2019.
34. ↑  Fotoausstellung: Waldlife - Goethe-Institut Vietnam. In: goethe.de. Abgerufen am 8. Oktober 2019.
35. ↑  HfG Offenbach – Waldlife: Artist talk mit Sandra Mann. Abgerufen am 8. Oktober 2019.
36. ↑  QIPO FAIR 02, MEXICO CITY. 6. Februar 2020, abgerufen am 16. Februar 2021 (amerikanisches Englisch).
37. ↑  #laestaciongallery Instagram posts (photos and videos) – Picuki.com. Ehemals im Original (nicht mehr online verfügbar); abgerufen am 16. Februar 2021 (englisch). (Seite nicht mehr abrufbar. Suche in Webarchiven)
38. ↑  B3 IN DEPTH WITH SANDRA MANN / JOHANNES GRENZFURTHNER. 8. April 2021, abgerufen am 25. Januar 2024 (amerikanisches Englisch).
39. ↑  B3 in Depth - #2 Sandra Mann. Abgerufen am 25. Januar 2024.
40. ↑  SANDRA MANN NETZ | WERKE & KOLLEKTIVES GEDÄCHTNIS. In: kvfm.de. 23. November 2021, abgerufen am 25. Januar 2024.
41. ↑  Charity-Auktionsmatinée der KeepThe World Foundation mit Auktionatorin Nina Buhne, Sotheby`s. Abgerufen am 25. Januar 2024.
42. ↑  ABOUT PLACE / Harris Gallery University of La Verne. 26. Februar 2022, abgerufen am 25. Januar 2024 (amerikanisches Englisch).
43. ↑  About Place. Abgerufen am 25. Januar 2024 (amerikanisches Englisch).
44. ↑  Künstlerin Sandra Mann: 100 Foto-Bälle für Los Angeles. 8. März 2022, abgerufen am 25. Januar 2024.
45. ↑  I THOUGHT I WAS AN ALIEN – POLARRAUM HAMBURG 26.11.2022, 16h. 11. November 2022, abgerufen am 25. Januar 2024 (amerikanisches Englisch).
46. ↑  EXHIBITIONS. Abgerufen am 25. Januar 2024.
47. ↑  MILESTONES, SANDRA MANN / NIGHTLIFE PHOTO INSTALLATION. 2. März 2023, abgerufen am 25. Januar 2024 (englisch, deutsch).
48. ↑  MOMEM – MILESTONES. Favorite club tracks 1985-2020. 11. Januar 2023, archiviert vom Original am 25. Januar 2024; abgerufen am 25. Januar 2024.
49. ↑  Sonderausstellungen 2023 – Freilichtmuseum Hessenpark. Abgerufen am 25. Januar 2024.
50. ↑  hr-iNFO Das Interview – Fotokünstlerin Sandra Mann: "Kreativ arbeiten ist wie Forschung". 28. März 2023, archiviert vom Original am 25. Januar 2024; abgerufen am 25. Januar 2024 (Interview über 27 Min.).
51. ↑  UPDATE GROUP EXHIBITION. 2. Mai 2023, abgerufen am 25. Januar 2024 (amerikanisches Englisch).
52. ↑  Kultur an der Hauptwache: Apokalypse heißt Offenbarung und nicht Weltuntergang. Abgerufen am 25. Januar 2024.
53. ↑  Peter Simmonds, Evelien M. Adriaenssens, F. Murilo Zerbini, Nicola G. A. Abrescia, Pakorn Aiewsakun, Poliane Alfenas-Zerbini, Yiming Bao, Jakub Barylski, Christian Drosten, Siobain Duffy, W. Paul Duprex, Bas E. Dutilh, Santiago F. Elena, Maria Laura García, Sandra Junglen, Aris Katzourakis, Eugene V. Koonin, Mart Krupovic, Jens H. Kuhn, Amy J. Lambert, Elliot J. Lefkowitz, Małgorzata Łobocka, Cédric Lood, Jennifer Mahony, Jan P. Meier-Kolthoff, Arcady R. Mushegian, Hanna M. Oksanen, Minna M. Poranen, Alejandro Reyes-Muñoz, David L. Robertson, Simon Roux, Luisa Rubino, Sead Sabanadzovic, Stuart Siddell, Tim Skern, Donald B. Smith, Matthew B. Sullivan, Nobuhiro Suzuki, Dann Turner, Koenraad Van Doorslaer, Anne-Mieke Vandamme, Arvind Varsani, Nikos Vasilakis: Four principles to establish a universal virus taxonomy. In: PLOS Biology. Band 21, Nr. 2, 13. Februar 2023, ISSN 1545-7885, S. e3001922, doi:10.1371/journal.pbio.3001922.
54. ↑  Arter. Abgerufen am 25. Januar 2024 (türkisch).
55. ↑  | Historisches Museum Frankfurt. Abgerufen am 29. Juli 2024.
56. ↑  Veranstaltungen – Hanoi – Goethe-Institut Vietnam. Abgerufen am 8. Oktober 2019.
57. ↑  Frankfurt: Goetheplakette für Hans Zimmer und Sandra Mann. 12. Februar 2021, abgerufen am 12. Februar 2021.
58. ↑  Veranstaltungen – Hanoi – Goethe-Institut Vietnam. Abgerufen am 8. Oktober 2019.
59. ↑  Arter. Abgerufen am 25. Januar 2024 (türkisch).

| Personendaten    | Personendaten                      |
| ---------------- | ---------------------------------- |
| NAME             | Mann, Sandra                       |
| KURZBESCHREIBUNG | deutsche Künstlerin und Fotografin |
| GEBURTSDATUM     | 27. Oktober 1970                   |
| GEBURTSORT       | Groß-Gerau                         |